# Asplenium capitisyork
Asplenium capitisyork är en svartbräkenväxtart som beskrevs av D.L.Jones. Asplenium capitisyork ingår i släktet Asplenium och familjen Aspleniaceae. Inga underarter finns listade.